# Limenitis rubrofasechippus
Limenitis rubrofasechippus är en fjärilsart som beskrevs av Gunder 1934. Limenitis rubrofasechippus ingår i släktet Limenitis och familjen praktfjärilar. Inga underarter finns listade i Catalogue of Life.